# Albert Hersoy
Albert Émile Reneld Hersoy  (ur. 19 września 1895 w Hautmont, zm. 24 lipca 1979 w Maubeuge) – francuski gimnastyk, medalista olimpijski.
W 1920 r. reprezentował barwy Francji na letnich igrzyskach olimpijskich w Antwerpii, zdobywając brązowy medal w wieloboju drużynowym. 